# Jom-Kippur-Krieg
Der Jom-Kippur-Krieg (hebräisch מלחמת יום הכיפורים Milchemet Jom HaKippurim oder מלחמת יום כיפור Milchemet Jom Kippur)  wurde vom 6. bis zum 25. Oktober 1973 von Ägypten, Syrien und weiteren arabischen Staaten gegen Israel geführt. Nach dem Palästinakrieg (1948/49), der Suezkrise (1956), dem Sechstagekrieg von 1967 und dem Abnutzungskrieg (1968–1970) war er der fünfte arabisch-israelische Krieg des Nahostkonflikts.
Auf arabischer Seite wird der Krieg Ramadan-Krieg oder Oktoberkrieg (arabisch حرب أكتوبر, DMG Ḥarb Uktūbar oder حرب تشرين / Ḥarb Tišrīn) genannt, da er während des islamischen Fastenmonats Ramadan stattfand, der 1973 in den Oktober fiel.

## Überblick
Der Krieg begann mit einem Überraschungsangriff Ägyptens und Syriens am 6. Oktober 1973, dem höchsten jüdischen Feiertag Jom Kippur, auf dem Sinai und den Golanhöhen, die sechs Jahre zuvor von Israel im Zuge des Sechstagekrieges erobert und besetzt worden waren. Während der ersten zwei Tage rückten die Streitkräfte Ägyptens und Syriens vor, danach aber wendete sich der Kriegsverlauf zugunsten der Israelis, die zunächst ihre Truppen hatten mobilisieren müssen. Nach der zweiten Kriegswoche waren die Syrer vollständig aus den Golanhöhen abgedrängt worden. Im Sinai waren die israelischen Verteidigungsstreitkräfte derweil zwischen zwei ägyptischen Armeen durchgebrochen, hatten den Suezkanal (die alte Waffenstillstandslinie) überschritten und eine ganze ägyptische Armee abgeschnitten, bevor der UN-Waffenstillstand am 24. Oktober 1973 in Kraft trat.
Der Krieg hatte weitreichende Folgen für viele Staaten. In Israel wurde heftige Kritik an der Regierung geübt, die Ägypten und Syrien unterschätzt und so die Anfangserfolge der Feinde ermöglicht habe. Die arabische Welt, die sich durch die vollständige Niederlage der ägyptisch-syrisch-jordanischen Allianz im Sechstagekrieg zutiefst gedemütigt gefühlt hatte, konnte aus den anfänglichen Erfolgen des Krieges psychologische Vorteile ziehen; ihre Truppen sahen ihre Ehre zumindest teilweise wiederhergestellt. Diese psychologische Bestätigung war die Voraussetzung für die Friedensverhandlungen, die später folgten. Sie machte auch wirtschaftliche Liberalisierungen wie die ägyptische Infitah-Politik möglich. Der am 26. März 1979 geschlossene israelisch-ägyptische Friedensvertrag normalisierte die Beziehungen zwischen Ägypten und Israel – zum ersten Mal erkannte ein arabischer Staat Israel an.

## Hintergrund
Dieser Krieg war Teil des Nahostkonfliktes, der zu mehreren Zusammenstößen und Kriegen geführt hatte. Während des Sechstagekrieges 1967 hatten die Israelis den Sinai bis zum Suezkanal erobert, welcher die Waffenstillstandslinie wurde. Israel hatte auch etwa die Hälfte der Golanhöhen von Syrien erobert. In den Jahren nach dem Sechstagekrieg errichtete Israel sowohl im Sinai als auch auf den Golanhöhen militärische Befestigungsanlagen: Im Jahre 1971 gab Israel 500 Millionen US-Dollar für die Befestigungsanlagen am Suezkanal aus – eine Befestigungskette mit riesigen Erdwällen, die als die Bar-Lev-Linie bekannt wurde (benannt nach dem israelischen General Chaim Bar-Lev). Der überwältigende Sieg im Sechstagekrieg und der zumindest nicht verlorene Abnutzungskrieg führten bei der israelischen Regierung zu einem fast grenzenlosen Vertrauen in die eigenen Möglichkeiten.
Ägypten und Syrien strebten eine Rückeroberung der 1967 verlorenen Gebiete an. Verhandlungen hierüber hatten sie jedoch bereits im selben Jahr mit den „Drei Neins von Khartoum“ zurückgewiesen. Im September 1970 starb der ägyptische Staatspräsident Gamal Abdel Nasser. Sein Nachfolger wurde Anwar as-Sadat, der sich entschloss, Israel zu bekämpfen, um die Gebiete zurückzubekommen. Nach dem Scheitern der Jarring-Mission hoffte Sadat, selbst durch eine minimale Niederlage Israels den Status quo verändern zu können und damit Verhandlungen zu erreichen. Der syrische Präsident Hafiz al-Assad hatte hingegen andere Motive und war einzig an der militärischen Rückeroberung der Golanhöhen interessiert. Seit dem Sechstagekrieg hatte Assad große Anstrengungen unternommen, Syrien zu einer dominanten militärischen Macht in der arabischen Welt zu machen. Assad war überzeugt davon, zusammen mit Ägypten die israelischen Streitkräfte besiegen zu können und damit die syrische Rolle in der Region zu sichern. Verhandlungen mit Israel über eine Aufgabe des Westjordanlandes und des Gazastreifens erwog Assad nur unter der Voraussetzung, dass der Golan bereits zurückerobert sei.
Sadat hatte auch wichtige innenpolitische Gründe für einen Krieg. Die ägyptische Wirtschaft war zerstört, Sadat wusste aber um die immensen Widerstände in Teilen der ägyptischen Gesellschaft gegenüber den notwendigen Reformen. Nach einem militärischen Sieg erhoffte er, die notwendige Beliebtheit für die Durchführung nötiger Reformen zu erhalten. Zahlreiche ägyptische Studenten waren mit Sadats Zurückhaltung in den ersten drei Jahren seiner Amtszeit sehr unzufrieden und forderten in Massenprotesten, den Sinai zurückzugewinnen. Der US-amerikanische Veteran, Journalist und Historiker Abraham Rabinovich beschrieb die drei ersten Jahre der Regierungszeit Sadats allgemein als von einer starken Demoralisierung der ägyptischen Bevölkerung geprägt. In der darniederliegenden wirtschaftlichen Situation und der landesweiten Hoffnungslosigkeit schien Krieg der einzige Ausweg. In seiner Biographie über Sadat schrieb Raphael Israeli, Sadat habe die Wurzeln des Problems in der großen Schande des Sechstagekrieges gesehen.
Die anderen arabischen Staaten zeigten eine zurückhaltendere Position in Bezug auf einen erneuten Krieg gegen Israel. Der jordanische König Hussein befürchtete einen weiteren großen Verlust jordanischen Territoriums, nach dem Verlust des Westjordanlands und Ostjerusalems infolge des Sechstagekriegs. Sadat unterstützte den Machtanspruch der PLO auf diese Gebiete und versprach Jassir Arafat die Kontrolle über das Westjordanland und den Gazastreifen. Hingegen sah Hussein das Westjordanland immer noch als Teil Jordaniens und strebte mit den verlorenen Gebieten eine Vereinigung zum Vereinigten Arabischen Königreich an, was die PLO und die meisten arabischen Staaten ablehnten. Jigal Allon befürwortete jedoch den Vorschlag und sah darin eine Lösung des Konfliktes. Außerdem hatten die Ereignisse des Schwarzen September, eines Beinahe-Bürgerkriegs zwischen der PLO und der jordanischen Regierung, zu einer starken Ablehnung Husseins gegenüber der syrischen Führung geführt, die militärisch auf Seiten der PLO interveniert hatte.
Auch der Irak und Syrien hatten belastete Beziehungen, Irak hatte Syrien und Ägypten aber im Kriegsfalle seine Waffenbrüderschaft zugesagt. Vom Libanon wurde nicht erwartet, dass er sich an den arabischen Kriegsbemühungen beteiligte, da er wegen innerer Instabilität und einer kleinen Armee zur Kriegsführung nicht in der Lage war.
Vor dem Krieg versuchte Sadat auf diplomatischem Wege Unterstützung für den Krieg zu gewinnen. Im Laufe des Jahres 1973 behauptete Sadat, mehr als hundert Staaten unterstützten ihn. Zu den Unterstützerstaaten gehörten die meisten Staaten der Arabischen Liga, der Bewegung der blockfreien Staaten und der Organisation für Afrikanische Einheit.

## Vorgeschehen
Die Sowjetunion wurde für das ägyptische Scheitern im Abnutzungskrieg verantwortlich gemacht, so konnte Nasser seine Luftabwehr erst aufbauen, nachdem er eine sowjetische Unterstützungszusage erhalten hatte. Nasser drohte damit, sich in Zukunft den US-Amerikanern anzuschließen.
Die Sowjetunion hatte, im Gegensatz zu Ägypten, starke Interessen an einer Abkühlung des Konflikts, um gefährliche Reibungen mit den Vereinigten Staaten zu vermeiden. Deshalb beschlossen die Supermächte nach einem Treffen in Oslo, den Status quo beizubehalten – ein Beschluss, der für die ägyptische Führung unannehmbar war. Nachdem ägyptische Angriffspläne durchgesickert waren, wurden die Sowjets im Juli 1972 aus Ägypten hinausgedrängt; beinahe alle 20.000 sowjetischen Militärberater mussten das Land verlassen. Ägypten begann damit eine schrittweise Annäherung an die Vereinigten Staaten.
Anwar Sadat verkündete im Jahre 1972 öffentlich, dass sich Ägypten dem Krieg gegen Israel verpflichtet habe und bereit sei, „eine Million ägyptischer Soldaten zu opfern“. Seit dem Ende desselben Jahres begann das Land mit konzentrierten Bemühungen, seine Truppen aufzubauen. Die Sowjetunion lieferte MiG-21, 2K12 Kub, RPG-7 und besonders die Panzerabwehrlenkraketen 9K11 Maljutka. Auch die militärische Taktik wurde verbessert: Politische Generäle, die für die Niederlage im Sechstagekrieg verantwortlich waren, wurden durch andere Offiziere ersetzt.
Die Sowjetunion sah Sadats Erfolgschancen als gering an. Sie warnte, dass jeder Versuch, den stark befestigten Suezkanal zu überschreiten, zu schweren Verlusten führen würde. Sie verfolgte eine Politik der Entspannung und hatte deshalb keinerlei Interessen an einer Destabilisierung des Nahen Ostens. Nach einem Treffen mit Richard Nixon im Juni 1973 forderte Leonid Breschnew Israel dazu auf, sich auf die Grenzen von vor dem Sechstagekrieg zurückzuziehen, andernfalls könne die Sowjetunion eine Eskalation nicht verhindern. Dies wurde als Hinweis auf den Verlust des sowjetischen Einflusses auf Sadat interpretiert.
In einem in Newsweek veröffentlichten Interview vom 9. April 1973 drohte Sadat erneut mit Krieg. Im Laufe des Jahres 1973 führte die ägyptische Armee verschiedene Übungen durch, die Israel jedes Mal auf die höchste Alarmstufe brachten, es gleichzeitig aber davon überzeugten, jeden Angriff mit den israelischen Luftstreitkräften zurückschlagen zu können.
Am 12. September 1973 fand in Kairo ein Gipfeltreffen zwischen Sadat, Assad und dem jordanischen König Hussein statt. Sadat und Assad legten bei diesem Treffen den 6. Oktober 1973 als Angriffstermin fest. Hussein wurde nicht eingeweiht, spürte jedoch, „dass etwas in der Luft liegt“. Er flog daraufhin am 25. September 1973 nach Tel-Aviv, um die israelische Regierung zu warnen, da er nicht in einen erneuten Krieg hineingezogen werden wollte. Nach Angaben von Aviezer Yaari, dem Chef des Syrien/Libanon/Irak-Büros des Aman teilte er mit, dass die syrische Armee kriegsbereit sei. Weiterhin sagte er auf Nachfrage von Golda Meir, dass Syrien nicht ohne Ägypten angreifen werde. Meir maß der Warnung Husseins nach Angaben des Leiters des Aman, Generalmajor Eli Zeira, keine größere Bedeutung zu und fragte nicht einmal nach dem konkreten Datum des geplanten Angriffs.
Beinahe genau ein Jahr vor dem Krieg, am 24. Oktober 1972, sagte Sadat bei einem Treffen des höchsten Militärrates, er wolle selbst bei fehlender sowjetischer Unterstützung in den Krieg ziehen. Die Planungen hierfür wurden selbst höchsten Befehlsebenen erst eine Woche vor Kriegsbeginn bekannt gemacht. Das Ministerium für Staatssicherheit der DDR informierte Erich Honecker am 5. Oktober 1973 über den Beginn des Krieges. Die Sowjetunion wusste offenbar noch früher von den Angriffsplänen, denn in diesem Informationsschreiben wurde Folgendes erwähnt: „Die sowjetischen Militärspezialisten wurden von ihren Organen angewiesen, sofort ihre Tätigkeit abzubrechen und mit ihren Familien abzureisen“.
Untere Ränge wussten noch wenige Stunden vor dem Angriff nichts. Der konzertierte Angriffsplan wurde schließlich Operation Badr genannt (arabisch für Vollmond).

## Kriegsausbruch und -verlauf
Am 6. Oktober 1973, dem jüdischen Versöhnungsfest Jom Kippur, begann Syriens und Ägyptens Angriff auf die von Israel besetzten syrischen und ägyptischen Gebiete. Nach Jüdischem Kalender war es der 10. Tischri 5734.

### Sinaifront

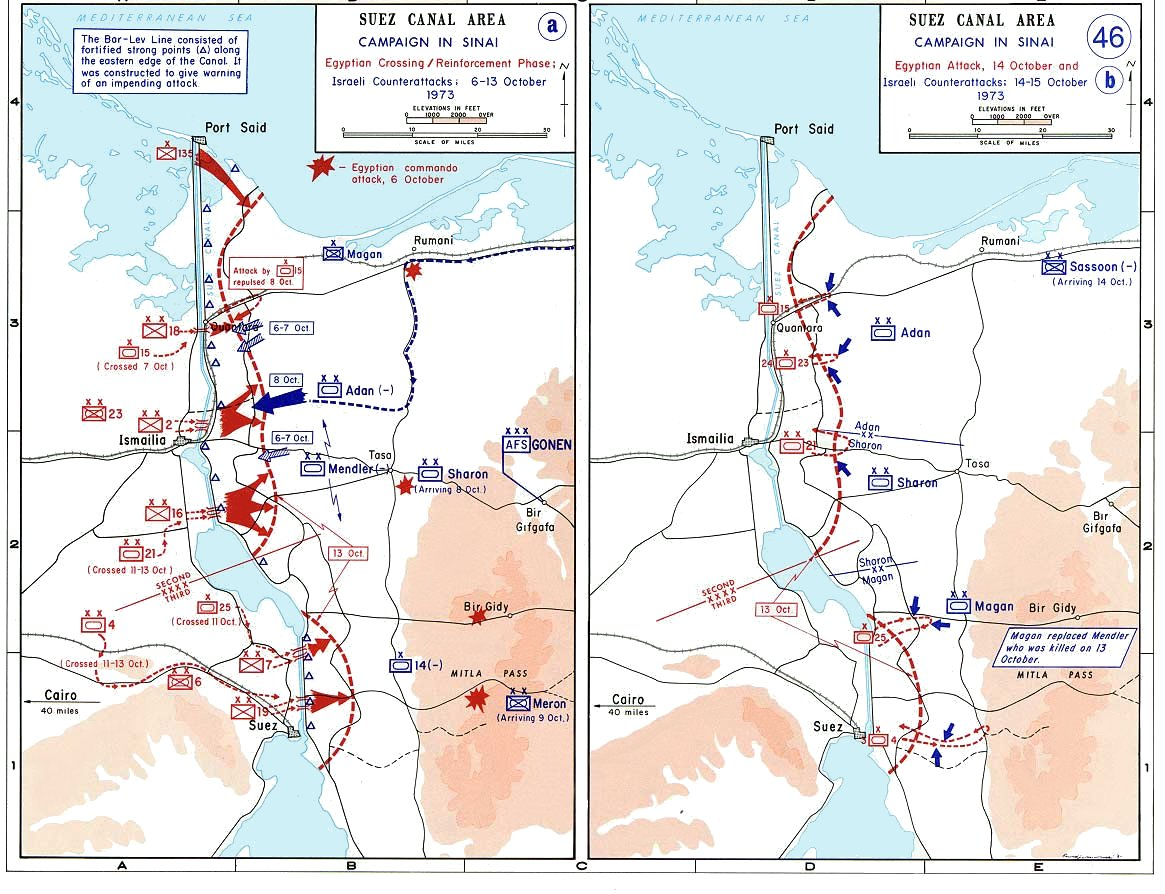
Jom-Kippur-Krieg – Ägyptischer Angriff: 6. bis 14. Oktober 1973

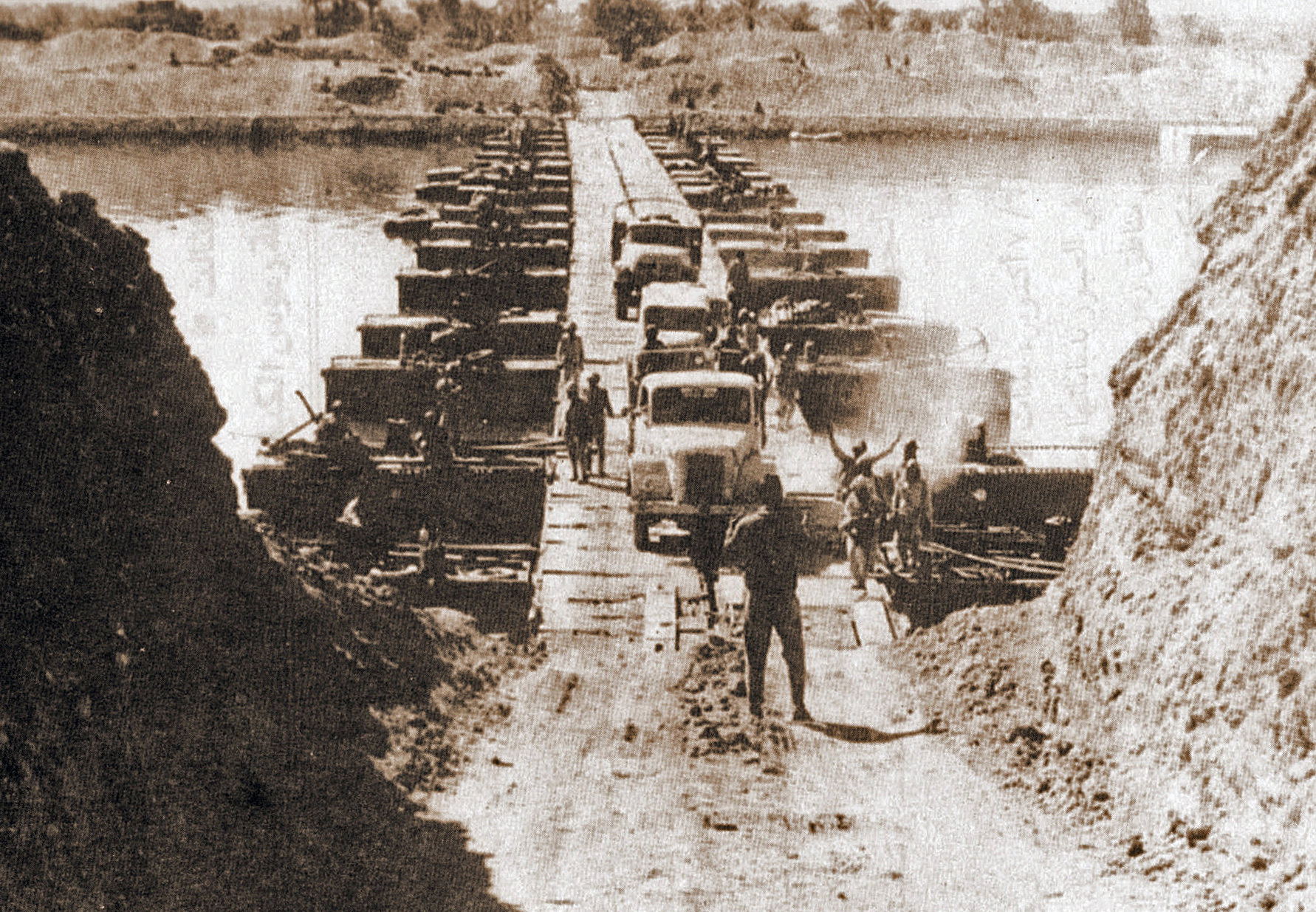
Ägyptischer Konvoi geht über den Suezkanal

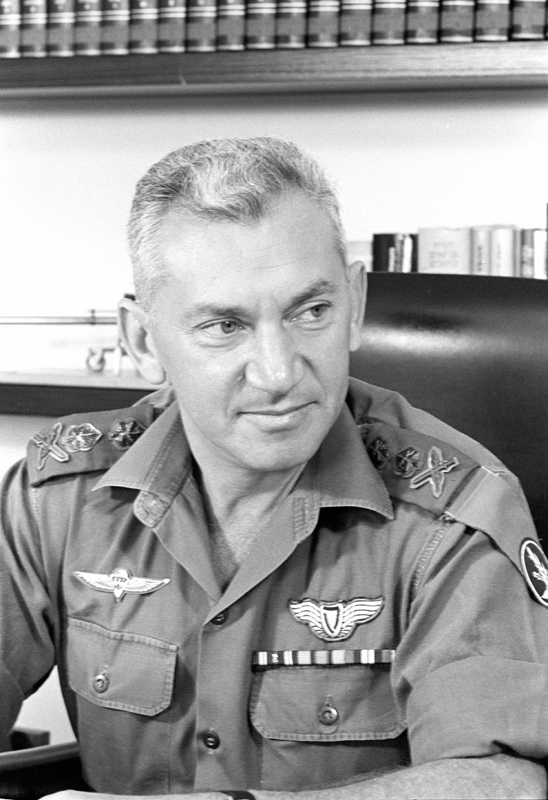
Chaim Bar-Lev

Am 6. Oktober 1973 gegen 14:00 Uhr Ortszeit startete Ägypten die Operation Badr mit dem Ziel, den Suezkanal zu überqueren und Brückenköpfe am gegenüberliegenden Ufer der Sinai-Halbinsel zu errichten. Die ägyptische Artillerie eröffnete das Feuer aus 1650 Geschützen gegen die israelischen Stellungen am Suezkanal und bereitete die Kanalüberquerung vor. Ziel war nicht die Invasion ins zentrale Israel, sondern die Eroberung der Sinai-Halbinsel, welche Ägypten als landeseigenes Territorium betrachtete.
An fünf Stellen überquerten die Soldaten der ägyptischen 2. und 3. Armee den Suezkanal: bei al-Qantara, al-Firdan, Ismailia, bei den Bitterseen und nördlich von Sues. Amphibische Panzer vom Typ PT-76 überquerten den Kanal, zerstörten israelische Bunkerstellungen und bildeten Brückenköpfe am Ostufer. Über 50 Hubschrauber vom Typ Mi-8 brachten ägyptische Soldaten zum Ostufer am Südende des Suezkanals, während Pioniereinheiten bei Gabasat mit Flammenwerfern und Sprengladungen die Verteidigungsstellungen der Israelis durchbrachen. Mit Ausnahme eines kleinen Gebietes um Port Said an der Mittelmeerküste gelang den Ägyptern die Einnahme der stark befestigten Bar-Lev-Linie. Es folgte der schnelle Aufbau von Pontonbrücken, so dass die Ägypter Kampfpanzer vom Typ T-54 und T-55 auf das Ostufer nachrücken lassen konnten.
Die ägyptische Luftwaffe griff mit 220 Flugzeugen die Flughäfen al-Mulaiz Bir Thanada und as-Sur an. Weitere Luftangriffe richteten sich gegen Hawk-Stützpunkte, Artilleriestellungen im Hinterland, Radarstellungen und Kommunikationszentren. Mit 9K52 Luna-M-Raketen erfolgte der Angriff auf die israelischen Stützpunkte von Bir Gifgafa und Tasa. Danach erfolgte ein Angriff der ägyptischen Luftwaffe auf Umm Kuschaiba sowie auf Kommunikationszentren zwischen al-Qantara und Abu Aghaila (englisch Abu Ageila). Weiter östlich gelegene Ziele wurden mit KSR-2-Raketen angegriffen, die von Tupolew Tu-16 abgefeuert wurden. Die israelische Luftwaffe mit ihren Mirage- und Phantom-Kampfflugzeugen wurde von den Ägyptern erfolgreich durch die mobilen Flugabwehrraketensysteme S-75, 2K12 Kub und S-125 Newa bekämpft, welche bis zum 5. Kriegstag rund 85 Abschüsse, darunter 50 Phantoms, verzeichneten.
Der Angriff überraschte die unvorbereiteten Israelis und brachte den Angreifern militärische Anfangserfolge. Bis zum 10. Oktober hatten die Ägypter rund 80.000 Mann und 700 Panzer auf das Ostufer des Suezkanals gebracht, mit Ausnahme der Ostküste des großen Bittersees besetzten sie einen Küstenstreifen mit mehr als 15 Kilometer Tiefe entlang der gesamten Länge des Kanals. Auf die israelischen Truppen wirkte sich der Überraschungsangriff schockartig aus. Entgegen der Erwartung der arabischen Strategen verlief die Mobilisierung der israelischen Reservisten außergewöhnlich schnell, und das trotz der anfänglichen Überraschung und einiger Verwirrung in den Mobilmachungsdepots. Während des höchsten jüdischen Feiertags Jom Kippur ruhte das öffentliche Leben fast vollständig, weshalb kein Straßenverkehr die Militärtransporte behinderte und die Reservisten in ihren Häusern und Synagogen schnell ausfindig gemacht werden konnten. Weniger als 24 Stunden nach Beginn der Kampfhandlungen erreichten die ersten Teile zweier Reservedivisionen unter Avraham Adan und Ariel Scharon die Orte Baluza und Tasa, jeweils 250 Kilometer von ihren Heimatbasen entfernt.
Ein Einsatz der israelischen Atomwaffen wurde während der Anfangsphase des Krieges in Erwägung gezogen: Nachdem sie in der Nacht vom 8. auf den 9. Oktober von Mosche Dajan informiert worden war, dass eine militärische Niederlage gegenüber Syrien und Ägypten drohe, befahl Golda Meir, 13 Atombomben mit der Sprengkraft von je 20 Kilotonnen TNT für die Jericho-Raketen (Kairo und Damaskus in Reichweite) auf der Sdot Micha Raketenbasis und die Phantoms auf der Tel Nof Airbase gefechtsbereit zu machen. US-Präsident Richard Nixon und sein Außenminister Henry Kissinger erfuhren von dieser Maßnahme am Morgen des 9. Oktober und ordneten, um einen Atomschlag zu vermeiden, die Operation Nickel Grass an, eine massive Unterstützung mit militärischem Material für Israel.
Nach dem Ende der ersten Phase der ägyptischen Offensive ersetzte der israelische Chef des Generalstabes, General David Elazar, den Kommandeur der Südfront: Anstelle von General Shmuel Gonen, dessen Gegenangriffe am 10. Oktober hohe Panzer- und Materialverluste forderten, wurde General Chaim Bar-Lev zum Oberbefehlshaber an der Südfront ernannt. Weil Elazar befürchtete, dass sich während des Kampfes ein Kommandowechsel negativ auf die Moral der Truppen auswirken würde, beließ er General Gonen als Stabschef unter Bar-Lev an der Sinaifront.

### Nordfront

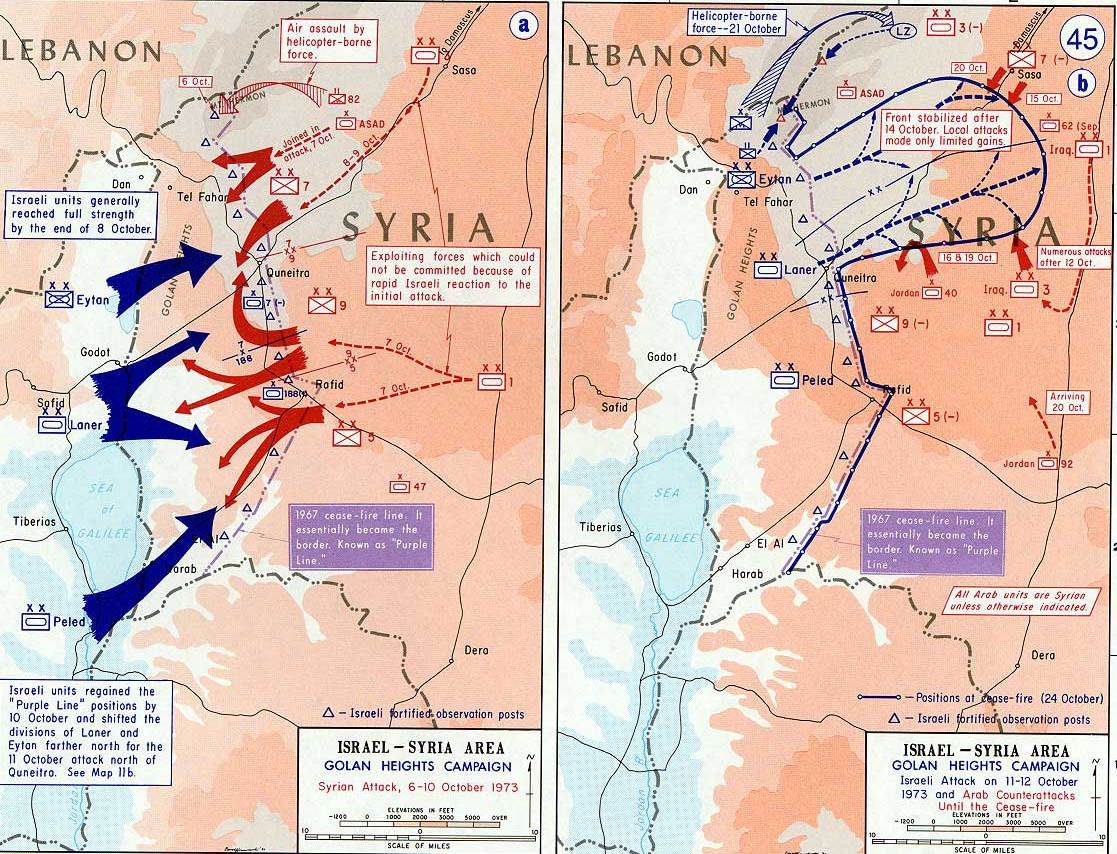
Jom-Kippur-Krieg – Israelisch-syrische Kämpfe um die Golanhöhen: 6. bis 12. Oktober 1973

Die syrische Luftwaffe griff am 6. Oktober mit etwa 30 Maschinen im Bereich des Berges Hermon an. Hubschrauber beförderten  eine Kommandoeinheit des syrischen 82. Fallschirmjägerregiments auf den 2800 m hohen schneebedeckten Berg, auf dem sich ein Horchposten des israelischen Militärgeheimdienstes Aman mit 41 Militärtechnikern befand, der von nur 13 Infanteristen geschützt wurde. Der Sturm gelang, wobei 18 Israelis fielen und 31 verwundet wurden. Ein Rückeroberungsversuch Israels am 8. Oktober scheiterte mit Verlusten von 25 Toten und 51 Verwundeten. Erst am 22. Oktober gelang der Golani-Brigade (Oberst Amir Drori) die Rückeroberung, wobei 55 Soldaten der Brigade fielen und 79 verwundet wurden.

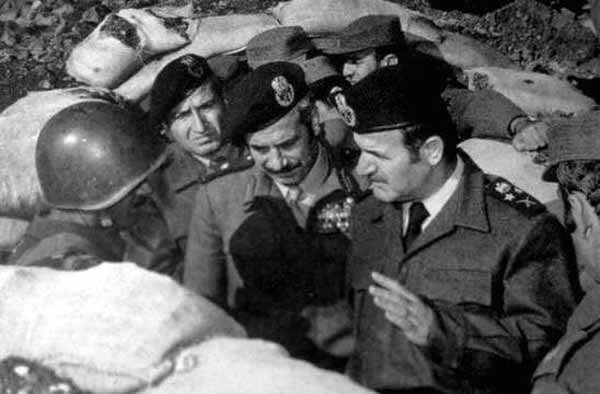
Syriens Präsident Assad und Verteidigungsminister Tlas an der Golanfront

Insgesamt verfügte die syrische Armee für den Angriff über etwa 1.400 Panzer (einschließlich der Reservekräfte, die an der ersten Phase des Angriffs nicht beteiligt waren), davon 585 Panzer in den beiden an der Front stationierten mechanisierten Divisionen im Süden und Zentrum der Golanhöhen. Vier Tage lang konnten sich im Süden des Plateaus die israelische 188. Brigade (Oberstleutnant Yitzhak Ben-Shahem) und die 7. Panzerbrigade (Oberst Avigdor Ben-Gal) zwischen Quneitra und dem Berg Hermonit auf einer Hügelkette im nördlichen Golan halten. Diese Hügel deckten das Divisionshauptquartier in Nafakh von Norden her. Am 7. Oktober fiel auf syrischer Seite Brigadegeneral Omar Abrash, Kommandeur der 7. Panzer-Division. Aus unbekannten Gründen unterbrachen die Syrer, die kurz davor standen, Nafah einzunehmen, ihren Vorstoß in diese Richtung und ermöglichten so den Israelis, ihre Verteidigungslinie zu verstärken. Die wahrscheinlichste Erklärung für diese Tatsache könnte sein, dass alle Angriffspläne der Syrer von Anfang an kalkuliert waren und sie einfach nicht vom ursprünglichen Aktionsplan abweichen wollten.
Den israelischen Streitkräften gelang es erst nach einigen Tagen, eine Gegenoffensive zu starten, der israelische Oberbefehlshaber an der Nordfront, General Jitzchak Chofi koordinierte die Operationen. Am 8. Oktober startete das Nordkommando einen Gegenangriff, der sich auf die syrische Enklave konzentrierte und von der 210. und der 146. Division durchgeführt wurde, die in verschiedene Richtungen angriffen, wobei der Hauptangriff im Süden der Golanhöhen lag. Am Morgen des 10. Oktober erneuerte die 9. Brigade der 146. Division ihren Angriff und eroberte den Standort des Hauptquartiers der 1. syrischen Division nordöstlich von Hoshnia. Zwei syrische Panzerbrigaden wurden in den Kämpfen um den Kessel von Hoshnia vernichtet, ein irakischer Panzerverband, der Assads Truppen unterstützen sollte, erlitt ebenfalls eine schwere Niederlage. Die im sogenannten „Tal der Tränen“ durchgeführte Gegenoffensive der beiden Divisionen unter Dan Laner und Moshe Peled führte zu einer Niederlage der syrischen Truppen, die bis zum 10. Oktober besiegt wurden und 870 Panzer sowie tausende Fahrzeuge und Geschütze zurücklassen mussten.
Vom 11. bis 14. Oktober drangen die israelischen Truppen tief in syrisches Gebiet vor und eroberten eine Fläche von etwa 30 km². Von den neuen Stellungen aus konnte schwere Artillerie bereits Damaskus erreichen. Die Syrer wurden bis 32 Kilometer vor Damaskus zurückgedrängt, und die syrische Hauptstadt wurde massiv bombardiert, was viele zivile Opfer forderte. Ein Durchbruch durch die syrische Front gelang den israelischen Truppen jedoch nicht.
Die DDR unterstützte Syrien im Rahmen der Geheimoperation Aleppo mit Kampfflugzeugen, Piloten und flugtechnischem Personal. Nachdem ein kleiner Kreis der damaligen DDR-Führung am 5. Oktober 1973 vorab über einen drohenden Angriff Ägyptens und Syriens auf Israel informiert worden war, der damalige syrische Staatspräsident Hafiz al-Assad die DDR-Führung später um militärische Hilfe bat und diese am 14. Oktober beschlossen wurde, trafen die Luftstreitkräfte der Nationalen Volksarmee (NVA) Vorbereitungen für die militärische Unterstützung Syriens. Zwischen dem 18. und 21. Oktober 1973 verlegten 12  MIG-21M des Jagdfliegergeschwaders 8 der NVA aus Marxwalde inklusive 12 Piloten und etwa 30 Technikern über Ungarn ins syrische Aleppo. Den NVA-Angehörigen wurde der Einsatz freigestellt und alle entschieden sich für eine Teilnahme. An den MIG-21 wurden für diesen Einsatz sämtliche Hoheitszeichen sowie deutsche Beschriftung entfernt und sie wurden zerlegt mit mehreren Antonow An-12 der sowjetischen Streitkräfte nach Syrien verbracht. Vor Ort wurden sie wieder zusammengesetzt und nach entsprechenden Testflügen die Einsatzbereitschaft wiederhergestellt. Anstatt der ursprünglichen Hoheitszeichen und Lackierung wurden die Flugzeuge sandfarben und mit syrischen Hoheitszeichen lackiert. Noch bevor die, zuvor mit Phantasieuniformen, die überwiegend aus Uniformteilen der Handelsmarine der DDR bestand, ausgestatteten NVA-Piloten gegen Israel zum Einsatz kamen, begannen Waffenstillstandsverhandlungen und einige Tage später, am 25. Oktober 1973, war der Krieg beendet. Eine direkte Konfrontation der Luftstreitkräfte der NVA mit der israelischen Luftwaffe gab es daher nicht. Die syrische Regierung bat darum, dass die Flugzeuge, Piloten und Techniker nach Eintritt des Waffenstillstandes in Aleppo blieben, was von Erich Honecker abgelehnt wurde. Die NVA-Angehörigen wurden umgehend zurück in die DDR verlegt und die MIG-21 dem syrischen Militär überlassen.

### Operation Gazelle

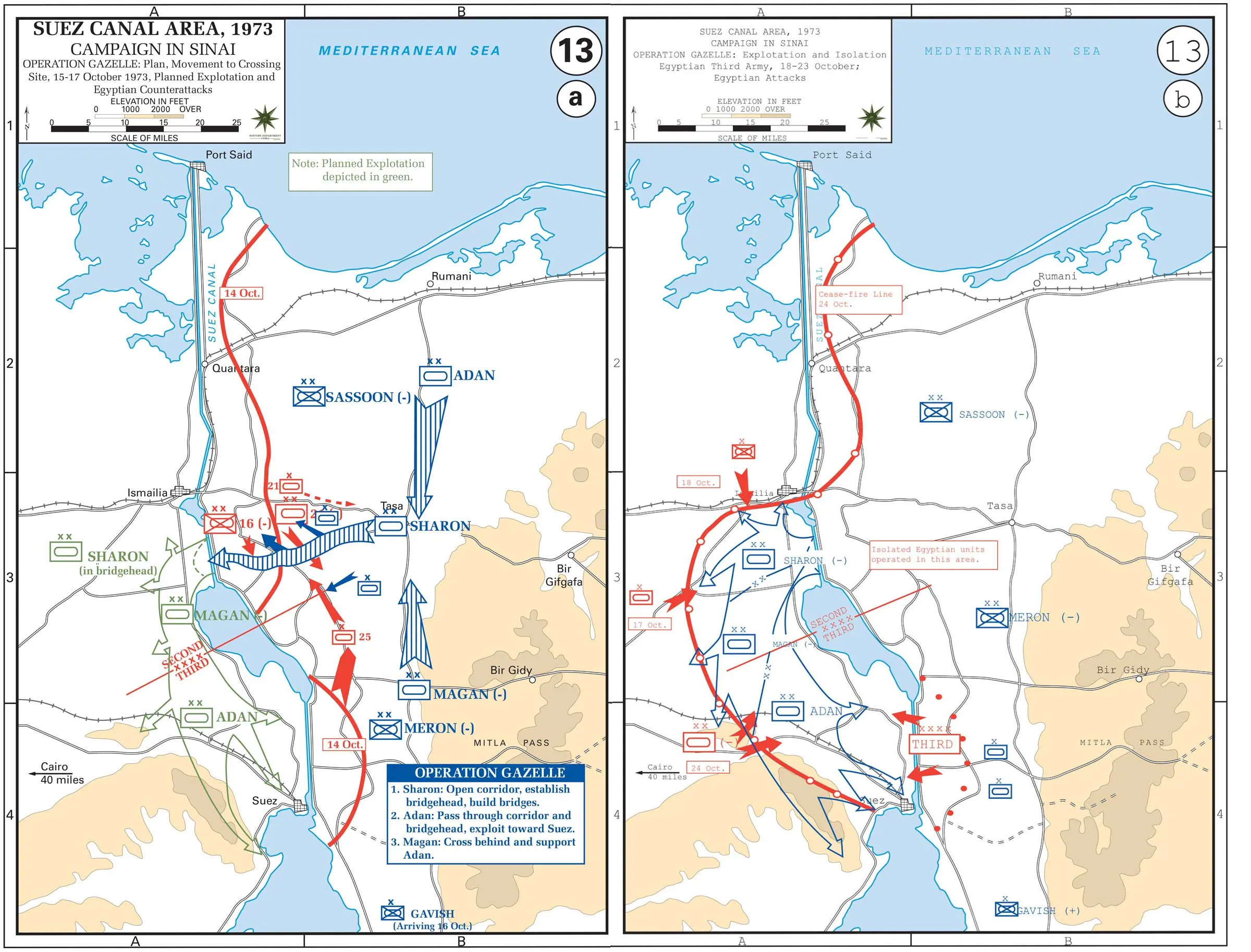
Jom-Kippur-Krieg – Israelischer Gegenangriff „Operation Gazelle“: 15. bis 23. Oktober 1973

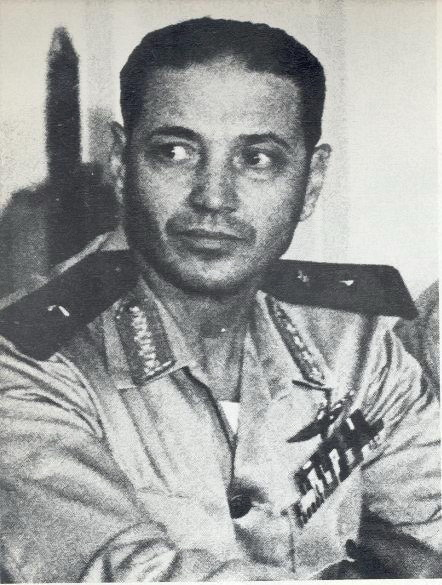
Der ägyptische Generalstabschef Shazly

Auf der Sinai-Halbinsel begannen die Ägypter zur Entlastung der syrischen Front einen zweiten Offensivschlag. Der neue Angriff begann am Sonntagmorgen des 14. Oktober nach einem 90-minütigen Artilleriefeuer, gefolgt von den Angriffswellen der 2. Armee (Brigadegeneral Mohamed Saad el Din Maamun, ab 16. Oktober General Abdel Menem Khalil) nördlich des Bittersees und der 3. Armee (Brigadegeneral Abdul Munim Wassel) aus dem südlichen Brückenkopf.
Einen Tag vor dem ägyptischen Angriff war der israelische General Albert Mandler bei einem Schusswechsel zwischen der 164. Panzerbrigade und der ägyptischen 11. Infanterie-Brigade durch Beschuss seines Kommandofahrzeugs ums Leben gekommen. Zwei Stunden nach diesem Ereignis wurde Kalman Magen neuer Kommandeur der 252. Division und gleichzeitig zum Generalmajor befördert. Am Abschnitt dieser Division im Wadi Marbouk entfaltete sich an diesem Tag eine große Panzerschlacht, welche den Ägyptern schwere Verluste brachte. Am Morgen des 15. Oktober schlug der Chef des ägyptischen Generalstabs, General Shazly, vor, die Überreste der 21. und 4. Panzerdivision sofort an das Westufer des Kanals zurückzubringen, doch Kriegsminister Ismail Ali lehnte dies ab, weil er der Ansicht war, dass sich diese Aktion negativ auf die Moral der Infanterieverbände am Ostufer auswirken würde. Der israelischen 143. Panzerdivision unter Führung von General Ariel Scharon gelang es unter hohen Verlusten noch am Abend des 15. Oktober, am Nordufer des Großen Bittersees einen kleinen Brückenkopf am anderen Ufer des Suezkanals zu bilden. Die israelischen Truppen drängten die Ägypter weiter zurück und überquerten am 16. Oktober den Suezkanal.

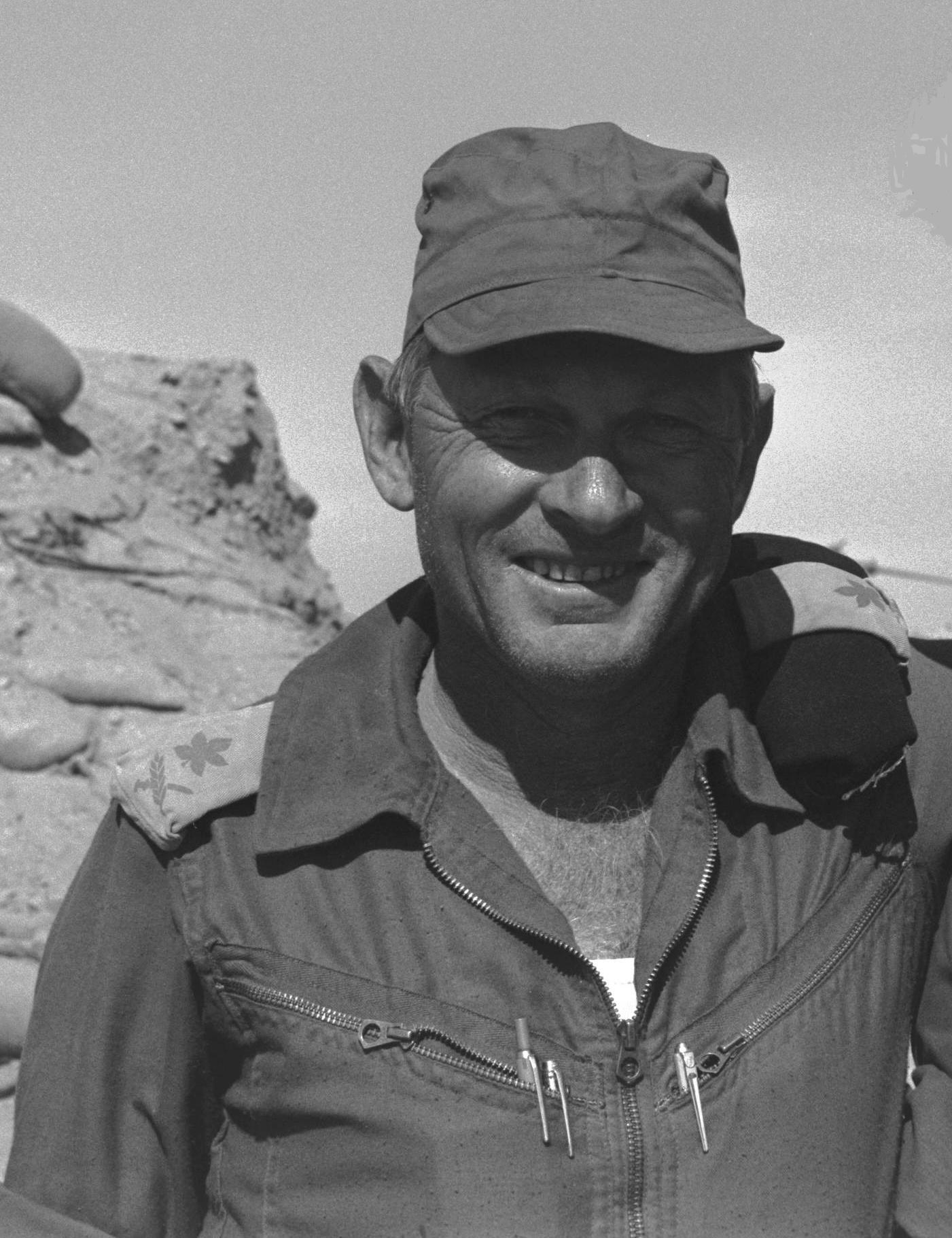
Avraham Adan (1973)

Die nächsten Ziele des israelischen Angriffs bestanden darin, die Naht zwischen der 2. und 3. ägyptischen Armee zu durchbrechen und den Suezkanal im Gebiet des Dorfes Al-Galaa zu überqueren. Den entscheidenden Durchbruch in der folgenden Panzerschlacht erzwang die 162. Panzerdivision unter Generalmajor Avraham Adan, der mit allen verfügbaren kampfbereiten Panzern bei der „Chinesischen Farm“ angreifen ließ. Das Ergebnis war eine gewaltige Panzerschlacht zwischen der 1. und 14. ägyptischen Panzerbrigade und der israelischen 162. und 143. Panzer-Division. Als Ergebnis fünfstündiger heftiger Kämpfe sicherte sich General Adan die Kontrolle über die Straße von Tirtur nach Akavish.  Während der gesamten Schlacht setzte Israel hier etwa 440 Panzer ein (etwa 230 bei der 143. Division und etwa 210 Panzer bei der 162. Division). Bis 20. Oktober gelang es, am westlichen Ufer des Kanals bis dicht vor den Hafen Suez vorzudringen. Die israelische Armee stand damit jenseits des Suezkanals, 120 km vor Kairo, die auf dem Ostufer verbliebene ägyptische 3. Armee war beinahe vollständig abgeschnitten. Schon am 19. Oktober hatten die Israelis vier Pontonbrücken über den Suezkanal gebaut und ihren Nachschub gesichert. Am Ende des Krieges befand sich die israelische Armee bereits tief hinter den ägyptischen Linien dicht vor Suez. Versuche, die Versorgung der ägyptischen 2. und 3. Armee durch Flankenangriffe auf Ismailia und Suez abzuschneiden, blieben bis zum Abschluss des Waffenstillstandes erfolglos.

## Ergebnis

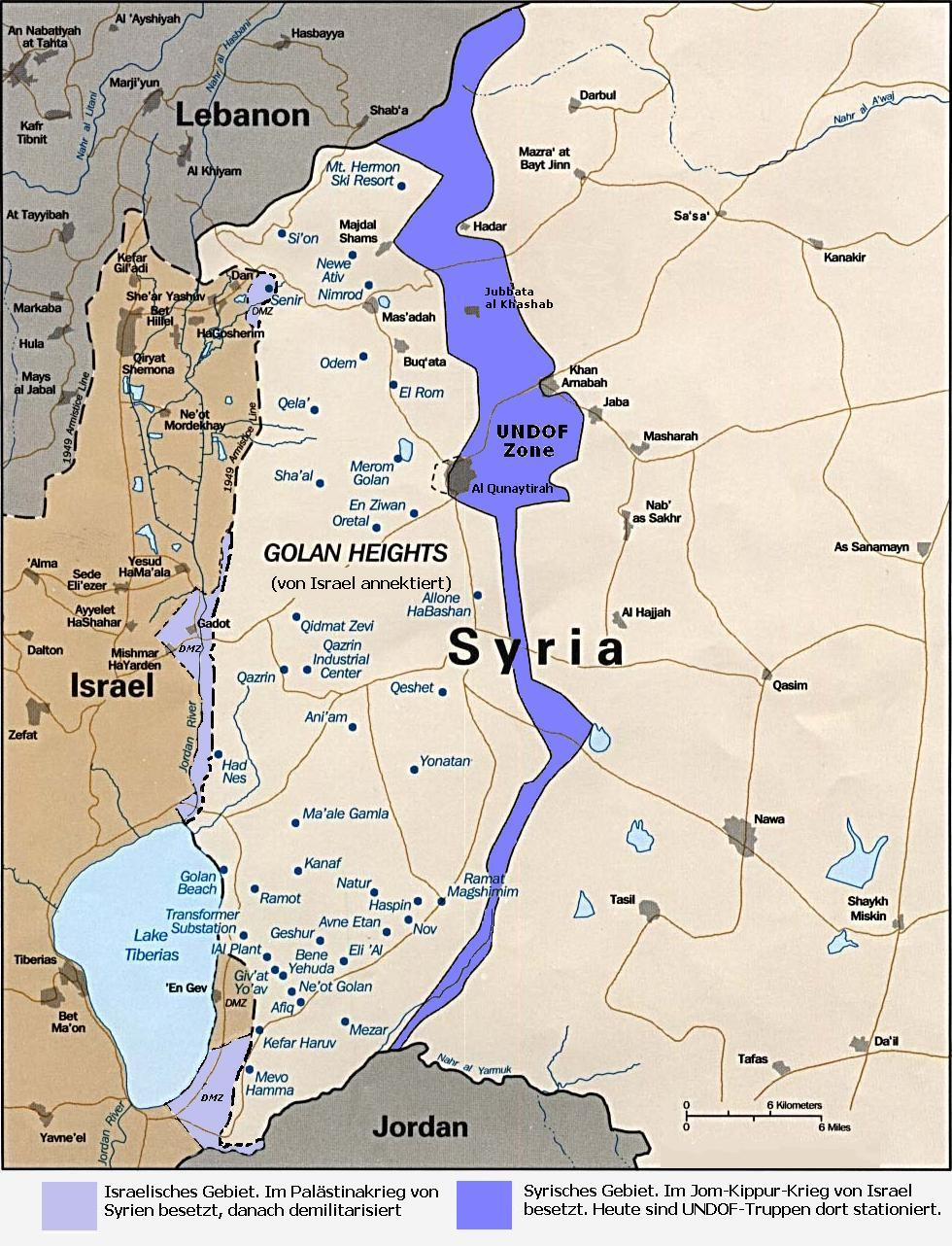
Die Golanhöhen nach dem Jom-Kippur-Krieg

Am 22. Oktober rief der Sicherheitsrat der Vereinten Nationen in der Resolution 338 auf Druck der Vereinigten Staaten alle Parteien auf, das Feuer einzustellen. Bei Inkrafttreten des Waffenstillstands am 22. Oktober (Nordfront) bzw. 24. Oktober (Südfront) waren die Syrer besiegt; die eingeschlossene und unversorgte ägyptische 3. Armee stand vor der Vernichtung. Am 25. Oktober 1973 befürchteten die Vereinigten Staaten, dass die Sowjetunion Truppenverbände an die Südfront entsenden und damit die Entspannungspolitik untergraben könnte. In Militärkreisen wurde befürchtet, dass die Sowjetunion mit An-12-Transportflugzeugen bis zu vier Luftlandedivisionen nach Ägypten beordern würde. Bislang flogen die sowjetischen Transportflugzeuge nur Waffen, darunter auch Panzer vom Typ T-62, sowie weitere SA-6-Gainful-Flugabwehrraketensysteme und Munition nach Ägypten. US-Verteidigungsminister James R. Schlesinger und der Nationale Sicherheitsrat befahlen am 25. Oktober die Alarmstufe 3 (Defcon 3) und damit die Alarmierung zur Einsatzbereitschaft der Atomstreitkräfte. US-Truppen in der Bundesrepublik Deutschland wurden ebenfalls in Alarmbereitschaft versetzt und besetzten ihre Bereitstellungsräume an der Grenze zur DDR und ČSSR. US-Präsident Richard Nixon sah die Situation als „die schwerste Krise seit Kuba“. Nach Unterredung mit der sowjetischen Seite und der Erkenntnis, dass keine sowjetischen Truppen in Ägypten landeten, wurde die Alarmbereitschaft in den Vereinigten Staaten am darauffolgenden Tag wieder zurückgenommen.
Nach dem Beginn des Waffenstillstands begannen in einem Zelt am Meilenstein 101 der Straße zwischen Kairo und Sues Verhandlungen zur Truppenentflechtung zwischen den kriegführenden Parteien, die sich über Monate hinzogen.
Die Verluste waren auf beiden Seiten hoch. Auf arabischer Seite gab es über 8500 Tote zu beklagen. Mehr als 2600 israelische Soldaten fielen, 7500 wurden verwundet und 300 gerieten in Gefangenschaft. Die israelische Luftwaffe erlitt große Verluste durch den Einsatz von Flugabwehr-Raketen aus sowjetischer Produktion.
Der Krieg führte zu einer Traumatisierung der israelischen Öffentlichkeit, die die außenpolitische Bedrohung kaum wahrgenommen hatte, weil die israelische Armee bis dahin als unbesiegbar gegolten hatte. Die Vorwürfe aufgrund der massiven Verluste zwangen die israelische Regierungschefin Golda Meir im April 1974 zum Rücktritt.
Für Anwar as-Sadat war der militärisch verlorene Krieg politisch ein großer Erfolg. Mit dem Krieg konnte er Israel nicht nur zeigen, dass Ägypten ein militärisch nicht (mehr) zu unterschätzender Gegner war, sondern auch die ägyptische Hoheit über den Suezkanal wiedergewinnen. Gemäß dem Entflechtungsabkommen vom 18. Januar 1974 zogen sich die Israelis etwa 10 Kilometer hinter den Suezkanal zurück, während die Ägypter im Gegenzug ihre schweren Waffen aus der Kanalzone links und rechts der Wasserstraße abziehen mussten. Das Abkommen ermöglichte damit die Reaktivierung der seit 1967 blockierten Wasserstraße unter ägyptischer Souveränität. Nach Beseitigung der kriegsbedingten Hindernisse (Minen, verrottete Schiffe) konnte der Suezkanal bereits 1975 feierlich wiedereröffnet werden. Der ägyptische Präsident Sadat stand auf dem Höhepunkt seines Ansehens.
1977 reiste Sadat völlig überraschend nach Israel, hielt eine versöhnliche Rede vor der Knesset und schloss mit Menachem Begin 1978 das Camp-David-Abkommen, dem 1979 der  Israelisch-ägyptischen Friedensvertrag folgte. Ägypten schied damit aus dem Lager der arabischen Feinde Israels aus, und im Gegenzug stimmte Israel gemäß dem Prinzip „Land gegen Frieden“ der Räumung des Sinai bis 1982 zu.
Durch die Demonstration der Stärke gewannen die arabischen Regierungen wieder mehr Selbstbewusstsein, was zunächst den Islamismus eindämmte.
Der Jom-Kippur-Krieg war zusammen mit Produktionssenkungen der arabischen Ölförderländer Auslöser der Ölpreiskrise 1973. Die OAPEC verhängte gegen die Vereinigten Staaten ein totales Ölembargo, als der US-Kongress beschloss, Israel in diesem Krieg auch offiziell mit Kriegsmaterial zu unterstützen, das dann über eine Luftbrücke der US-amerikanischen Streitkräfte nach Israel geflogen wurde. Später wurde das Embargo auf die Niederlande ausgedehnt, weil deren Regierung die US-amerikanische Politik am deutlichsten unterstützte.

## Rezeption
In Syrien wird der Krieg von den staatlichen Medien und der staatlich gesteuerten Geschichtsschreibung als Sieg und erfolgreiche Revanche für den Sechstagekrieg dargestellt. Dem damaligen Diktator Hafiz al-Assad wird dabei eine bestimmende Führungsrolle zugeschrieben und er als Kriegsheld dargestellt. Viele Orte in Ägypten tragen heute den Namen Sitta Oktubr (6. Oktober). An der Zubringerstraße zum Kairoer Flughafen gibt es ein Panorama, das die Abläufe des in Ägypten als siegreich empfundenen Krieges beschreibt.

## Dokumentation und Film
- 1973. Jom Kippur. Ein Krieg im Oktober, zweiteilige Dokumentation, Arte Frankreich, 2012
- Der Jom-Kippur-Krieg ist Teil der Handlung des 2002 entstandenen Films Der Anschlag.
- Der zum 50. Jahrestag des Krieges erschienene Film Golda – Israels Eiserne Lady thematisiert Golda Meirs Handeln im Jom-Kippur-Krieg.